# Philip Rosendahl
Philip Rosendahl (* 31. Mai 1893 in Sakskøbing; † 4. Oktober 1974) war ein dänischer Jurist, Beamter und Landsfoged in Grönland.

## Leben

### Frühes Leben
Philip Rosendahl war der Sohn des Anwalts Sophus Emil Rosendahl († 1903) und seiner Frau Elise Cathrine Ottosen († 1929). Von 1913 bis 1914 arbeitete er als Journalführer für Grønlands Styrelse. Anschließend begann er ein Jurastudium, das er am 16. Juni 1916 mit dem juristischen Examen beendete. Anschließend wurde er als Volontär in Qaqortoq angestellt. 1919 wurde er zum Handelsassistenten befördert und nach Paamiut versetzt. 1920 wurde er zum Bergbaukontrolleur in Ivittuut ernannt. 1924 wurde er kommissarischer Kolonialverwalter in Qeqertarsuaq.
Als Volontär heiratete er am 3. November 1918 in Qaqortoq Agnes Johanne Erichsen (1894–?), Tochter des Maschinenmeisters C. Thorvald Erichsen († 1915) und seiner Frau Manna Rønberg. Aus der Ehe gingen vier Kinder hervor:
- Gunnar Palle Rosendahl (1919–1996), verheiratet mit der Politikerin Lise Østergaard (1924–1996)
- Ingrid Elise Rosendahl verh. Fulda (1924–2003)
- Astrid Manna Johanne Rosendahl verh. Kau (1927–1974)
- Birger Rosendahl (1934–2019)

### In Diensten von Grønlands Styrelse
Als 1925 das Inspektorenamt durch das des Landsfogeds ersetzt wurde, wurde Philip Rosendahl zum Landsfoged von Nordgrönland ernannt. 1929 wurde er cand.jur. und während des Studiums von 1928 bis 1929 von Jørgen Berthelsen vertreten. 1939 übernahm er das Amt des Bürochefs von Grønlands Styrelse, da sein Vorgänger Knud Oldendow, der bis 1932 sein südgrönländischer Kollege gewesen war, nach dem Tod von Jens Daugaard-Jensen neuer Direktor wurde. Von 1948 bis 1950 war er Mitglied der 1., 3., 4. und 9. Unterkommission der Grønlandskommission. Grønlands Styrelse wurde infolgedessen 1950 aufgelöst und durch das Grønlandsdepartement ersetzt, aus dem 1955 das Grønlandsministeriet hervorging, wo Philip Rosendahl weiterhin Bürochef war. Erst 1963 wurde er 70-jährig pensioniert.

### Ehrenämter, Autorschaft und Auszeichnungen
Philip Rosendahl hatte mehrere Ehrenämter inne. Von 1943 bis 1962 war er Vorstandsmitglied der dänischen Tierschutzvereinigung. Ab 1941 gehörte er dem Vorstand der Kopenhagener Abteilung von Det Frie Nord an und dann von 1942 bis 1970 der Kopenhagener Abteilung von Norden. Von 1947 bis 1970 war er Vorstandsmitglied der Foreningen til Hjælp for grønlandske Børn. Ab 1955 gehörte er dem Aufsichtsrat des Arktisk Institut an.
Philip Rosendahl setzte sich für die Verbesserung der Lebensbedingungen der grönländischen Jägerfamilien ein und schrieb zu diesem Thema und anderen zahlreiche Zeitschriftenartikel. Daneben war er der Förderer des Künstlers Jakob Danielsen, über den er ein Buch schrieb.
Philip Rosendahl erhielt am 10. Juli 1935 das Ritterkreuz des Dannebrogordens. Am 13. Dezember 1949 wurde er zum Dannebrogmand ernannt. Am 21. Juni 1958 wurde er Kommandeur des Dannebrogordens. Philip Rosendahl starb 1974 im Alter von 81 Jahren.

## Werke (Auswahl)
- 1936: Forbedring af Byggeskikken for Huse med Græstørvsmur i Grønland
- 1942: Jakob Danielsen, en grønlandsk Maler
- 1968: Kâgssagssuk